# Web Map Service (WMS)
Un serviciu de hărți web (WMS) este un protocol standard dezvoltat de Open Geospatial Consortium în 1999 pentru servirea imaginilor de hărți georeferențiate pe internet. Aceste imagini sunt de obicei produse de un server de hărți din date furnizate de o bază de date GIS.

## Istorie
Open Geospatial Consortium (OGC) s-a implicat în dezvoltarea de standarde pentru cartarea web după publicarea unei lucrări în 1997 de către Allan Doyle, prezentând un „WWW Mapping Framework”. OGC a înființat un grup de lucru pentru a elabora o strategie  și a organizat inițiativa „Web Mapping Testbed”, invitând proiecte pilot de cartografiere web bazate pe idei de Doyle și grupul de lucru OGC. Rezultatele proiectelor pilot au fost demonstrate în septembrie 1999, iar a doua fază a proiectelor pilot s-a încheiat în aprilie 2000.
Open Geospatial Consortium a lansat versiunea WMS 1.0.0 în aprilie 2000, urmată de versiunea 1.1.0 în iunie 2001, și versiunea 1.1.1 în ianuarie 2002. OGC a lansat versiunea WMS 1.3.0 în ianuarie 2004.

## Solicitari
WMS specifică un număr de tipuri diferite de solicitări, dintre care două sunt cerute de orice server WMS:
- GetCapabilities - returnează parametrii despre WMS (cum ar fi formatul imaginii hărții și compatibilitatea versiunii WMS) și straturile disponibile (caseta de limitare a hărții, sisteme de referință de coordonate, URI-ul datelor și dacă stratul este în mare parte transparent sau nu)
- GetMap - returnează o imagine a hărții. Parametrii includ: lățimea și înălțimea hărții, sistemul de referință al coordonatelor, stilul de redare, formatul imaginii

Tipurile de solicitări pe care furnizorii WMS le pot suporta în mod opțional includ:
- GetFeatureInfo - dacă un strat este marcat ca „interogabil”, atunci puteți solicita date despre o coordonată a imaginii hărții.
- DescribeLayer - returnează tipurile de caracteristici ale stratului sau straturilor specificate, care pot fi descrise în continuare folosind solicitările WFS sau WCS. Această solicitare depinde de profilul WMS al descriptorului de stil (SLD).[12]
- GetLegendGraphic - returnează o imagine a imaginii legendei hărții, oferind un ghid vizual pentru elementele hărții.

## Imagine hartă
Un server WMS servește de obicei harta într-un format bitmap, de ex PNG, GIF, JPEG etc. În plus, pot fi incluse graficele vectoriale, cum ar fi punctele, liniile, curbele și textul, exprimate în format SVG sau WebCGM.

## Software
Software-ul open source care oferă servicii de hărți web include:
- deegree
- GeoServer
- MapServer
- MapGuide Open Source
- Server QGIS

Software-ul server proprietar care permite furnizarea de servicii de hărți web include:
- Server ArcGIS
- ArcIMS
- GeoWebPublisher de la Bentley Systems
- GeognoSIS de la Cadcorp
- GeoMedia
- Oracle MapViewer
- SIAS (Smallworld Internet Application Server) de la GE Energy
- Serverul de hartă a infrastructurii Autodesk
- anifold System
- Produsele LuciadLightspeed și LuciadFusion ale lui Luciad[13]

Software-ul open source independent (partea clientului) care permite vizualizarea serviciilor de hărți web includ:
- Marble

Software-ul independent propriu (partea clientului) care permite vizualizarea serviciilor de hărți web includ:
- Google Earth
- Esri ArcGIS și ArcGIS Explorer
- Global Mapper
- Kongsberg Gallium Ltd. INTERVIU / InterMAPhics
- Produsele LuciadLightspeed, LuciadRIA și LuciadMobile ale lui Luciad[13]

WMS este un format acceptat pe scară largă pentru hărți și date GIS accesate prin Internet și încărcate în software-ul GIS în partea clientului. Principalele software GIS comerciale și cartografiere care acceptă WMS includ:
- Produsele Map 3D și Civil 3D ale Autodesk
- Produsele GIS bazate pe MicroStation, Bentley Map, desktop și server de la Bentley Systems
- Suita de produse Cadcorp SIS
- D3.js
- ESRI e ArcGIS produse
- GeoMedia
- Global Mapper
- Kinetica
- Manifold Systems
- MapInfo Professional
- Software de cartografiere Maptitude
- MATLAB și Mapping Toolbox
- Qlik Sense
- Tablou

Software-ul open source care acceptă WMS include:
- QGIS
- uDig
- OpenJUMP
- MapGuide Open Source
- NASA World Wind
- GIS GASS
- GeoTrellis
- JOSM
- gvSIG
- OpenLayers
- Leaflet.js
- SIAS, o bibliotecă Ajax a GE Energy, acceptă WMS pentru integrarea hărților WMS în pagini web, la fel ca Mapbender